# Goncharova (cràter)
Goncharova és un cràter d'impacte en el planeta Venus de 30,3 km de diàmetre. Porta el nom de Natàlia Gontxarova (1881-1962), pintora russa, i el seu nom va ser aprovat per la Unió Astronòmica Internacional el 1994.